# Ратфриланд
Ра̀тфриланд (на ирландски: Ráth Fraoileann; на английски: Rathfriland) е село в югоизточната част на Северна Ирландия. Разположен е в район Банбридж на графство Даун на около 40 km южно от столицата Белфаст. Имал е жп гара до 1955 г. Населението му е 2472 жители според данни от преброяването през 2011 г.